# John M. Crewdson
John M. Crewdson (né le 15 décembre 1945) est un journaliste américain, détenteur du Prix Pulitzer.

## Biographie
Lorsqu'il travaille pour le New York Times en 1981, il se voit décerner le Prix Pulitzer pour ces articles sur les étrangers illégaux et l'immigration.
En 1989, il obtient le Prix George Polk pour son article dans le Chicago Tribune sur la controverse dans la parenté de la découverte du virus de l'immunodéficience humaine (VIH) responsable du Sida. Cet article participe à la reconnaissance de l'antériorité des travaux de l'équipe française de l'Institut Pasteur menée par Luc Montagnier contre celle américaine du National Institutes of Health dirigée par Robert Gallo.

## Quelques articles
- Researchers Dismiss An AIDS Virus Discovery,Chicago Tribune 18 Feb. 1988
- Inquiry hid facts on AIDS research ,Chicago Tribune, 18 mars 1990, p. 17
- Health official reaffirms issues in AIDS lab probe, Chicago Tribune, 28 octobre 1990, p. I
- Rival Scientists Question Research on AIDS Lesions, Chicago Tribune 9 June 1994
- U.S. Inquiry Discredits Gallo on AIDS Patent, Chicago Tribune 19 June 1994
- U.S. May Yield On AIDS Royalties,Chicago Tribune 26 June 1994
- In Gallo case, truth termed a casualty, Chicago Tribune 1 Jan. 1995[2]

## Livres
- The Tarnished Door: The New Immigrants and the Transformation of America  (ISBN 9780812910421) (Times Books, 1983)
- By Silence Betrayed: Sexual Abuse of Children in America (Little Brown & Co: 1988)  (ISBN 9780316160940)
- Science Fictions: A Scientific Mystery, a Massive Cover-Up, and the Dark Legacy of Robert Gallo[3]  (ISBN 9780316134767) (Little Brown & Co. 2002).

## Référence
1. ↑  (en) « The George Polk Awards for Journalism - 1980-1989 », Long Island University (consulté le 7 octobre 2008)
2. ↑  Que ces quatre articles soient accessibles sur un site défendant des positions très minoritaires ne doit pas en orienter la lecture :
3. ↑  Crewdson a dédié un site spécifiquement à cet ouvrage sur lequel on peut notamment accéder à de nombreux documents cf :http://www.sciencefictions.net/documents.html